# Six Hours at Pedernales
Six Hours at Pedernales es el cuadragesimoquinto álbum de estudio del músico estadounidense Willie Nelson publicado por la compañía discográfica Step One Records en 1994. Contó con la colaboración de Curtis Potter, cofundador del sello discográfico Step One.

## Lista de canciones
1. "Nothing's Changed, Nothing's New" - 3:46
2. "Chase the Moon" - 2:27
3. "Are You Sure" - 2:27
4. "The Party's Over" - 2:26
5. "We're Not Talking Anymore" - 2:34
6. "Turn Me Loose & Let Me Swing" - 2:51
7. "Once You're Past the Blues" - 3:01
8. "It Won't Be Easy" - 3:52
9. "Stray Cats, Cowboys, & Girls of the Night" - 2:43
10. "The Best Worst Thing" - 3:50
11. "It Should Be Easier Now" - 3:20
12. "My Own Peculiar Way" - 2:54

## Personal
- Willie Nelson - voz y guitarra acústica
- Bobby All - guitarra acústica
- Roger Ball - guitarra acústica
- Gene Chrisman - batería
- Buddy Emmons - pedal steel guitar
- Gregg Galbraith - guitarra eléctrica
- Rob Hajacos - violín
- Bunky Keels - piano
- Brent Mason - guitarra eléctrica
- Curtis Potter - coros
- Gary Prim - teclados
- David Smith - guitarra
- Kristin Wilkinson - orquestación